# Laureola bivomer
Laureola bivomer là một loài chân đều trong họ Armadillidae. Loài này được Barnard miêu tả khoa học năm 1960.